# ونند یشت
ونند یشت یشت یست و یکم در بخش یشت‌های کتاب اوستا است که تنها دارای یک بند است و در ستایش ونند که ایزد و نام ستاره‌ای بوده است سروده شده‌است. این یشت اطلاعی از کیفیت و موقعیت ستاره یا سیاره مزبور بدست نمی‌دهد. معنی این کلمه چیره‌شونده و شکست‌دهنده می‌باشد. از فعل ون به معنی غلبه کردن است.

## متن ونند یشت
ونند، ستاره مزدا آفریده اَشَوَن، رَد اشونی را می‌ستاییم.
وَنند ِدرمان‌بخش و سزاوار بلندآوازگی را می‌ستاییم؛ پایداری در برابر خـْرَفـْستــْران ِ راندنی ِزشت - آفریدگان اهریمنی را که یکسره باید راندشان.
ونند، ستاره مزدا آفریده را درود می‌فرستم.
اَشـِم وُهو ..
اَهمایی رَئشچَه ..

## منبع
- پایگاه راسخون هفت آسمان:فصلنامه تخصصی ادیان و مذاهب.شماره ۴۰[پیوند مرده] (فارسی).بازدید در ۱۹ ژوئن ۲۰۱۱
- پایگاه پژوهشی آریابوم ونند یشت (فارسی).بازدید در ۱۹ ژوئن ۲۰۱۱